# Fortaleza de Terki
La fortaleza de Terki, Terka o Terek (originalmente fortaleza de Shamkhalian Tyumen, más tarde reducto de Tersky, a veces mencionada como ciudad de Terskiy) fue una fortaleza rusa en el Cáucaso en los siglos XVI-XVIII. Fue construida originalmente en la desembocadura del río Sunzha en las tierras del Janato de Tiumén, fue demolida varias veces, restaurada y trasladada.
Más tarde, la ciudad se formó en el delta del Terek, en el río Tyumenka, que había desaparecido en el siglo XVIII. El territorio donde existió la ciudad correspondía al noreste moderno de Daguestán (distrito Kizlyarsky, la orilla izquierda del canal Stary Terek al noreste de Kizlyar).
La ciudad de Terek era una fortaleza al servicio de la expansión del Estado ruso en el Cáucaso septentrional y la región del Caspio occidental, su ubicación la convertía en un importante punto militar y estratégico en la periferia meridional del país. Administrativamente, pertenecía a la región de Astracán, tenía su propio gobernador, que, a su vez, estaba subordinado al gobernador de Astracán. En su apogeo (siglo XVII - primeros años del siglo XVIII), la ciudad era la segunda más grande e importante de la región después de Astracán, aquí se controlaban muchas rutas comerciales. En los primeros años del siglo XVIII, el exitoso desarrollo de la ciudad de Terek se vio interrumpido como consecuencia de la incursión de la Horda Menor Nogai (en ruso antiguo «tártaros de Kubán»). La ciudad se convirtió en un asentamiento puramente militar, que pronto fue abandonado.
En 1708, rebeldes del Cáucaso septentrional dirigidos por el príncipe bashkir Murat Kuchukov asaltaron la fortaleza y capturaron la mayor parte de ella, pero no lograron tomar la ciudadela. Los rebeldes fueron expulsados por refuerzos rusos y kalmucos, y su líder, Murat, fue capturado y ejecutado. En 1721, un gran ejército de chechenos y cumucos dirigido por el príncipe turlov Aidemir Bardykhanov atacó de nuevo la fortaleza, pero fue rechazado por la guarnición con grandes pérdidas.